# Frankie Stein
Frankie Stein es un personaje ficticio de la franquicia de muñecas Monster High, fabricada por Mattel, uno de los personajes principales de la franquicia e hija del monstruo de Frankenstein. El personaje fue creado y desarrollado por Garrett Sander.
En los Estados Unidos, su voz es proporcionada por Kate Higgins en todos los medios de la franquicia original de 2010. En el primer reinicio, su voz es interpretada por la actriz Cassandra Morris y en la serie de televisión (siendo parte del segundo reinicio de la franquicia) su voz es interpretada por Iris Menas. En la película musical en acción real, el personaje es interpretado por el actor de género no binario Ceci Balagot. El personaje ha protagonizado una variedad de productos, además de muñecas Mattel y se ha convertido en uno de los más populares de la franquicia Monster High.

## Precedentes
Frankenstein o el moderno Prometeo, más conocido simplemente como Frankenstein, es una novela de terror gótico con inspiraciones en el movimiento romántico, escrita por Mary Shelley, una escritora británica nacida en Londres. La novela cuenta la historia de Victor Frankenstein, un estudiante de ciencias naturales que construye un monstruo en su laboratorio. Mary Shelley escribió la historia cuando tenía apenas 19 años, entre 1816 y 1817, y la obra se publicó por primera vez en 1818, sin crédito a la autora en la primera edición. Actualmente, se acostumbra considerar la versión revisada de la tercera edición del libro, publicada en 1831, como la definitiva.
La novela tuvo un gran éxito y generó un género de terror completamente nuevo, que tuvo una gran influencia en la literatura occidental y la cultura popular.

## Desarrollo
Monster High comenzó a ser desarrollada por Sander en 2007, quien en ese momento formaba parte del sector de packaging de Mattel. Propuso el proyecto a la empresa juguetera, que le dio tres años para desarrollar un proyecto interesante. Un equipo de 20 personas trabajó durante tres años para producir las muñecas Monster High, para poder presentar el proyecto a Mattel. El 23 de octubre de 2007, Mattel registró el nombre Frankie Stein, junto con otros nombres de personajes. Monster High fue desarrollada para cautivar a niñas de entre 8 y 12 años, un público que a Mattel le costó conquistar en su momento. Frankie fue creado para ser el personaje principal de Monster High, sin embargo, con el paso del tiempo, Mattel decidió que sería más interesante tener varios protagonistas en lugar de uno solo. Aun así, ganó gran protagonismo en las series web y especiales, incluso más que otros personajes como Cleo de Nile y Lagoona Blue.

## Apariciones

### Productos
Frankie Stein se registró el 23 de octubre de 2007 y su primera muñeca salió a principios de julio de 2010. Como personaje principal de la franquicia, Frankie tiene una gran cantidad de productos a su nombre. Hizo su debut en julio de 2010 y fue una de las muñecas más vendidas de la franquicia. También cuenta con disfraces de Halloween, que son un éxito de ventas en países como Estados Unidos y numerosos países de Europa. También está presente en una famosa línea de peluches con personajes de Monster High y casi siempre aparece en las portadas de la revista de la franquicia.

### Vídeo musical
Frankie hace varias apariciones en el vídeo musical de la franquicia, titulado Fright Song. Al inicio de la canción, se la menciona en la frase "Oye, Frankie me hizo caer a pedazos". Ella también dirige el baile junto con los otros personajes de la franquicia, y se la ve en los pasillos de Monster High en cierta parte del vídeo.

### Serie web
Frankie Stein es uno de los personajes principales de la serie web Monster High y tiene la voz de Kate Higgins. Como todos los personajes principales, hizo su primera aparición en el episodio The Jaundice Brothers. Solo le quedaban ocho años de vida en este episodio. Ella es una estudiante nueva en Monster High y rápidamente se hace amiga de Draculaura y, algún tiempo después, consigue un grupo de amigos. Frankie es amigable, dulce y educada, con un toque de torpeza. Ella es la más ingenua de todas las chicas, siendo tan joven, por lo que intenta aprender todo lo que puede sobre el mundo a través de revistas monstruosas para adolescentes, a pesar de que sus consejos a menudo le causan momentos difíciles. A pesar de los contratiempos, sigue siendo optimista, esperanzada y decidida a encontrar su lugar dentro de Monster High. Frankie también puede ser insegura y reaccionar muy rápidamente, ya que instantáneamente etiqueta a Abbey Bominable como grosera y acusa a una de sus amigas de ser Ghost Drool. También desarrolla un romance con Jackson Jekyll durante los episodios.

### Libros
Frankie Stein es un personaje de la serie de libros Monster High de Lisi Harrison, basada en la línea de muñecas Frankie Stein. Aunque no tiene un año, Frankie es, en su mayor parte, ingenua. Ella no entiende mucho sobre el mundo, especialmente por Draculaura, quien siempre está oculta. Es alegre, educada y trata de mantener una actitud positiva ante cualquier situación, pero es propensa a sufrir la misma angustia emocional que cualquier adolescente. Los únicos parientes vivos de Frankie son sus padres, Vikor y Viveka Stein. Inicialmente, sus padres se muestran un poco escépticos sobre la causa de Frankie de unirse a las normas y a Draculaura, pero terminan siendo algunos de sus mayores partidarios. Aman a Frankie y hacen todo lo que pueden para enseñarle sobre la vida. Frankie se hizo amiga por primera vez de Lala, Blue, Clawdeen y Cleo, un grupo de chicas. Al igual que sus padres, estaban en contra del deseo de Frankie de unir a los monstruos con los normales, pero al final la apoyaron. Frankie también se hizo muy amigo de Billy Phaidin, ya que fue el primero en mostrarle su apoyo. Los dos casi terminaron siendo pareja, pero decidieron que, después de todo, estaban mejor como amigos. Frankie se enamoró de Brett Redding, un chico normal, un personaje exclusivo del libro.

### Especiales de televisión
Frankie aparece en todos los especiales de Monster High.

## Identidad de género
Si bien el personaje fue originalmente establecido como de sexo femenino, en la película de 2022 Monster High: La película se presenta a Frankie Stein como un personaje de género no binario, utilizando el pronombre «elle». Esta información fue confirmada por el actor Ceci Balagot, quien interpreta al personaje. En la serie de televisión de 2022 también se presenta al personaje como no binarie.